# شاوارش سیمونیان
شاوارش استپانی سیمونیان (ارمنی: Շավարշ Ստեփանի Սիմոնյան؛ زادهٔ ۲۵ ژانویهٔ ۱۹۱۲ - درگذشته ۱۲ ژوئن ۱۹۷۴) یک روان‌شناس، آموزگار، کارشناس علوم پرورشی، استاد دانشگاه و سیاستمدار اهل ارمنستان بود که از تاریخ ۱۹۵۴ تا تاریخ ۱۹۷۳ سمت وزیر آموزش و پرورش ارمنستان شوروی را برعهده داشت.

## زندگی‌نامه
در ۷ فوریه [سبک قدیمی: ۲۵ ژانویه] ۱۹۱۲ در قزاق به دنیا آمد و از دانشگاه دولتی علوم پرورشی خاچاطور آبوویان ارمنستان (۱۹۳۷–۱۹۳۳) فارغ‌التحصیل شد. وی همچنین برنده نشان لنین (۱۹۶۰)، نشان پرچم سرخ کار، نشان شایستگی نبرد (۱۹۴۷) شده است. وی در ۱۲ ژوئن ۱۹۷۴ در سن ۶۲ سالگی در ایروان درگذشت.

## یادداشت
1. ↑  Մանկավարժական գիտությունների թեկնածու